# Тасманийский этмоптерус
Тасманийский этмоптерус (лат. Etmopterus tasmaniensis) — вид рода чёрных колючих акул семейства Etmopteridae отряда катранообразных. Распространён в восточной части Индийского океана на глубинах до 1010 м. Максимальный зарегистрированный размер — около 60 см. У основания обоих спинных плавников имеются шипы. Анальный плавник отсутствует. Эти акулы размножаются яйцеживорождением. Коммерческой ценности не представляют. Вид известен по нескольким особям, пойманным южнее Тасмании.

## Ареал
Тасманийские этмоптерусы распространены в восточной части Индийского океана у берегов Тасмании и Австралии. Эти акулы встречаются на глубине от 920 до 1010 м.

## Описание
Максимальный зарегистрированный размер составляет около 60 см. Окраска тела черноватая. На хвосте и над брюшными плавниками имеются тёмные светящиеся отметины. Брюхо чёрного цвета. Нижняя часть головы, область жаберных щелей и пазухи грудных плавников лишены чешуи.

## Биология
Тасманийские этмоптерусы размножаются яйцеживорождением.

## Взаимодействие с человеком
Вид не имеет коммерческой ценности. Международный союз охраны природы еще не оценил статус сохранности данного вида.